# جوئل باگان
جوئل باگان (انگلیسی: Joel Bagan؛ زادهٔ ۳ سپتامبر ۲۰۰۱) بازیکن فوتبال است.
از باشگاه‌هایی که در آن بازی کرده‌است می‌توان به باشگاه فوتبال کاردیف سیتی اشاره کرد.
وی همچنین در تیم‌های ملی فوتبال Scotland national under-16 football team و زیر ۲۱ سال جمهوری ایرلند بازی کرده‌است.